# Riu Corresa
La Corresa (en francès Corrèze) és un riu francès del Massís Central que al seu torn és afluent a la riba esquerra de la Vézère. Dona el nom al departmanent de la Corresa, que el travessa.

## Geografia
La Corresa té la font a l'Altiplà de Millevaches, al municipi de Bonnefond. Té un recorregut de 95 km i desemboca a la Vézère, a uns quilòmetres a l'oest de Brive-la-Gaillarde.

### Departaments i poblacions principals per on discorre
Corresa: Corrèsa, Naves, Les Angles-sur-Corrèze, Tulle, Cornil, Malemort-sur-Corrèze, Brive-la-Gaillarde.

## Afluents principals
- la Dadalouze, (riba esquerra)
- la Pradines, (riba dreta)
- la Vimbelle, (riba dreta)
- la Solane, (riba dreta)
- la Céronne, (riba dreta)
- la Montane, (riba esquerra)
- la Rouanne, (riba esquerra)
- la Couze, (riba dreta)
- la Loire, (riba esquerra)
- le Planchetorte, (riba esquerra)
- le Maumont (riba dreta)